# Томир, Пьер-Филипп
Пьер-Филипп Томир (фр. Pierre-Philippe Thomire; 6 декабря 1751, Париж, Франция — 9 июня 1843, там же) — французский скульптор, художник декоративно-прикладного искусства эпохи неоклассицизма и ампира. Мастер литья и чеканки изделий из бронзы. Один из самых выдающихся мастеров художественной бронзы своего поколения, он известен производством декоративных деталей архитектурного интерьера и мебели. Томир поднял эту профессию на высший уровень качества, создав в первые годы XIX века промышленную компанию, влияние которой было общеевропейским.

## Жизнь и творчество
Пьер-Филипп Томир родился 6 декабря 1751 года в Париже в семье скульптора-резчика по дереву и камню Луи-Филиппа Томира. Искусство скульптуры изучал в Академии Святого Луки в Париже у О. Пажу и Ж.-А. Гудона. Затем отказался от работы над скульптурами и поступил в мастерскую художника и мастера-бронзовщика Пьера Гутьера. Он быстро овладел ремеслом, в частности техниками патинирования и матового золочения бронзы, которыми славился Гутьер.
В 1776 году, получив звание мастера, открыл собственную мастерскую на улице Сен-Мартен, в которой изготавливали бронзовые вазы, корпуса часов, бра, канделябры, каминные приборы, курильницы в неоклассическом стиле, или стиле «неогрек». Участвовал вместе с Жаном-Луи Приёром, мастером короля, в изготовлении бронзового убранства для коронационной кареты Людовика XVI. С 1780-х годов Томир выполнял ряд заказов скульпторов Ж.-А. Гудона и Л.-С. Буазо. После банкротства мастерской Гутьера в середине 1780-х годов, он стал самым известным мастером художественной бронзы в Париже.
17 июля 1783 года Томир заменил скончавшегося Жан-Клод-Тома-Шамбеллана Дюплесси (ок. 1730—1783), сына знаменитого мастера-бронзовщика эпохи рококо, в должности бронзовщика Севрской фарфоровой мануфактуры, в его обязанности входили проектирование и контроль за производством бронзовых монтировок (крепёжных деталей), скульптурных украшений, ручек и прочих деталей больших фарфоровых ваз и других предметов.
Такие специальности во Франции XVIII века именовали «литейщик-чеканщик» (fondeur-ciseleur) и «чеканщик-позолотчик» (ciseleur-doreur). Томир совмещал то и другое, он сам лепил скульптурные модели из воска, а с помощниками отливал их из бронзы, золотил и чеканил. К концу 1780-х годов Пьер-Филипп Томир стал знаменитым чеканщиком и позолотчиком короля и имел репутацию крупного мастера. По изящному определению В. А. Верещагина, историка искусства и основателя журнала «Старые годы», для ранних произведений Томира характерна «грациозная, матово-золотая орнаментация». Томир «ещё застал эпоху розовых амуров и вакханок, маркиз и пастушек в гирляндах и лентах».
Томир поставлял бронзовые детали мебели в мастерскую Гийома Бенемана и других мастеров-мебельщиков. Характерным почерком мастера стало сочетание матовой золочёной бронзы «ормолу» (золочением с использованием ртутной амальгамы) и полированной бронзы («глянц-гольд», или «полир-гольд»).
В период французской революции производство изделий из бронзы значительно сократилось, но Томир сумел сохранить мастерскую, временно переориентировавшись на изготовление оружия. Однако настоящая слава пришла к Томиру с временем величия Первой Империи. С 1805 года Томир — «придворный чеканщик» Наполеона Бонапарта. Этот период в его творчестве отличает некоторая холодность, жёсткость форм. Но таков был стиль ампир.
Объединив усилия с другими мастерами Томир сохранил и даже расширил своё предприятие под названием «Thomire, Duterme et Cie» став крупнейшим поставщиком позолоченной бронзы. В мастерских фирмы было занято до семисот рабочих. Освободившись от корпоративных оков, Томир превратил свою профессию, до того ремесленную, в индустрию.

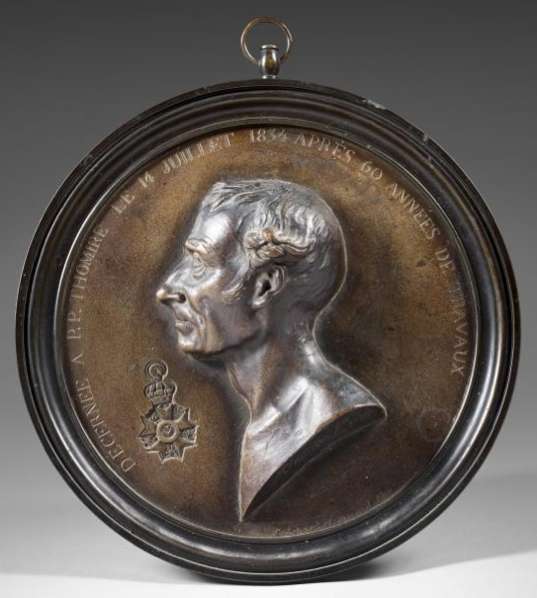
Бронзовая медаль по модели Томира, отлитая Ришаром и Кенелем, в память о вручении Томиру креста Почётного легиона королём Луи-Филиппом I, 14 июля 1834 года

Томир участвовал в Выставках промышленных товаров (l’Exposition des Produits de l’Industrie) 1806 и 1809 годов, за свои достижения был дважды награждён на этих выставках золотыми медалями. Он также получил сертификат поставщика от Их Императорских и Королевских Величеств. Важные заказы были выполнены после женитьбы в 1810 году Бонапарта на эрцгерцогине Марии-Луизе Австрийской.
В 1811 году П.-Ф. Томир сотрудничал с ювелиром Жан-Батистом Клодом Одио, знаменитыми мастерами-мебельщиками Гийомом Бенеманом, Жоржем Жакобом, Адамом Вайсвайлером, Жан-Фердинандом Швердфегером. Томир работал как по собственным рисункам, так и по проектам законодателей французского ампира, архитекторов-декораторов Шарля Персье и Пьера Фонтена.
Для произведений Томира того времени характерно сочетание ампирной орнаментики (ликторских связок, дубовых листьев, венков, щитов-пельт и стрел) с египетскими мотивами, а также соединение красного дерева, золочёной и тёмной, патинированной бронзы, ассоциирующейся с базальтами Древнего Египта.
Пьер-Филипп Томир вышел в отставку в 1823 году в возрасте семидесяти двух лет. Его зятья и внуки будут увековечивать имя Томира до правления Луи-Филиппа под именем «Томир и компания» (Thomire et Cie).
14 июля 1834 года король Луи-Филипп I в награду за шестьдесят лет работы вручил Пьеру-Филиппу Томиру Крест ордена Почётного легиона. Томир, которому было тогда восемьдесят два года, сам моделировал по этому случаю памятную медаль с автопортретом в профиль, которую отлили Ришар и Кенель. Пьер-Филипп Томир скончался 9 июня 1843 года в Париже, похоронен на кладбище Монмартр. Мастерская Томира просуществовала до 1850 года. Русским учеником Томира в Париже и в Берлине был литейщик и скульптор Фёдор Звездин.

## Произведения Томира в России
Успех Пьера-Филиппа Томира был велик не только во Франции. Произведения Томира оказали значительное влияние на формирование стиля русского ампира. Многие из его ранних произведений попали в Россию благодаря закупкам 1780—1790-х годов для интерьеров Большого дворца в Павловске, Михайловского замка в Санкт-Петербурге. Собрание художественного металла Екатерининского дворца в Царском Селе обладает 21 работой французского мастера. Среди них — ансамбль из бронзы: каминные часы «Минин и Пожарский» с двумя канделябрами на шесть свечей с аллегорическими фигурками Славы. Мастерская Томира изготовила часы в виде памятника Минину и Пожарскому в 1820 году по заказу Николая Никитича Демидова. Томир работал по гравюре с предварительного рисунка Ивана Мартоса 1817 года (в дальнейшем композиция памятника была изменена). Это произведение существует во многих репликах, хранящихся в различных музейных собраниях, в том числе в Царском Селе, Петергофе, петербургском Эрмитаже и в Московском музее декоративно-прикладного и народного искусства. В санкт-петербургском Эрмитаже хранятся также каминные часы «Колесница Аполлона» мастерской П.-Ф. Томира (конец 1790-годов).
Русский горнозаводчик и меценат Николай Никитич Демидов для своей виллы Сан-Донато близ Флоренции делал заказы бронзовых деталей мебели фирме Томира. В 1819 году Томир по заказу Демидова изготовил бронзовые фигурки Слав с трубами в качестве ручек для массивной вазы, облицованной малахитом. Ныне это произведение находится в Музее Метрополитен в Нью-Йорке. В 1824 году Н. Н. Демидов задумал сделать миниатюрный храм из уральских камней, чтобы поместить туда бюст императора Николая I. Свой эскиз он отправил в мастерскую Томира. Храм типа ротонды на восьми колоннах, облицованных малахитом, с куполом из бронзы находился на вилле Сан-Донато. В 1836 году сын заказчика, Анатолий Николаевич Демидов, отослал храм-ротонду в Петербург в подарок императору для украшения Апполонового зала, расположенного между Зимним дворцом и Малым Эрмитажем. Но так как размеры ротонды превосходили планируемое место установки, ротонду разместили Таврическом дворце, затем в Свято-Троицком соборе Александро-Невской лавры. В мае 1958 года сооружение передали Эрмитажу и установили в центре Аванзала Зимнего дворца.

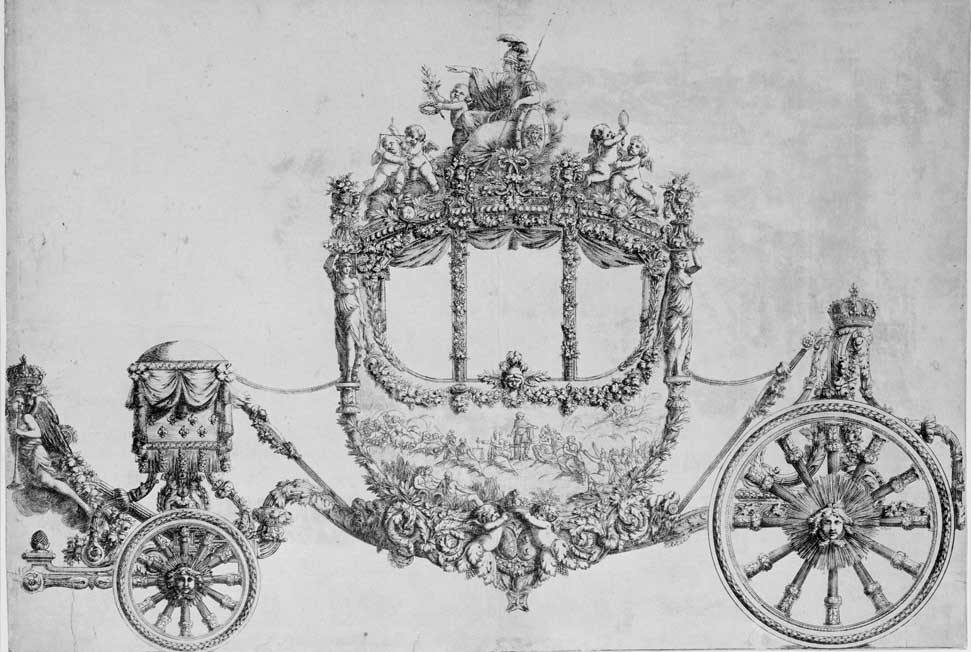
Коронационная карета Людовика XVI. Проект Ж.-Л. Приёра. 1775. Музеи Версаля
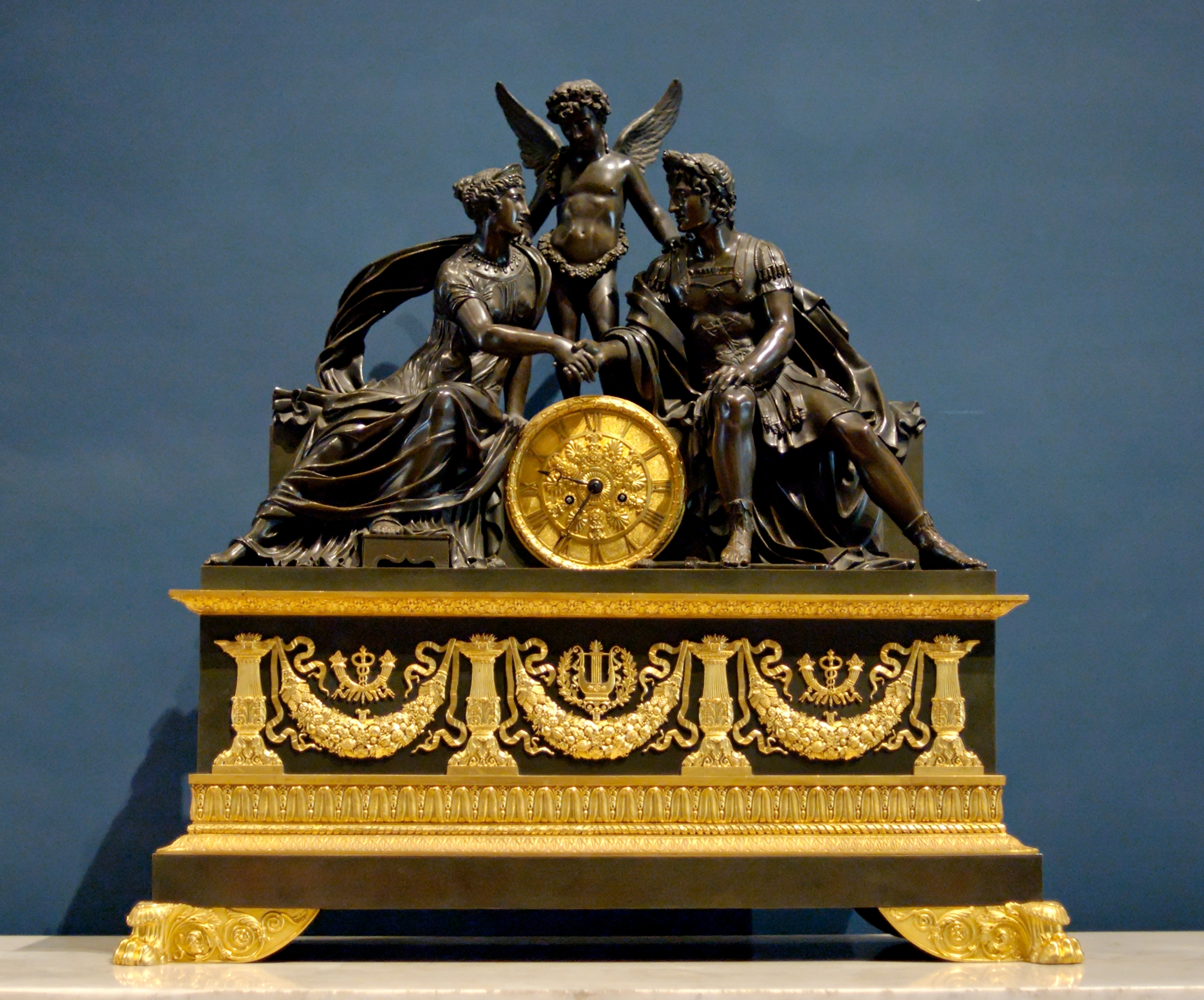
Каминные часы с изображением Марса и Венеры: аллегория свадьбы Наполеона I и эрцгерцогини Марии Луизы Австрийской. Ок. 1810. Лувр, Париж
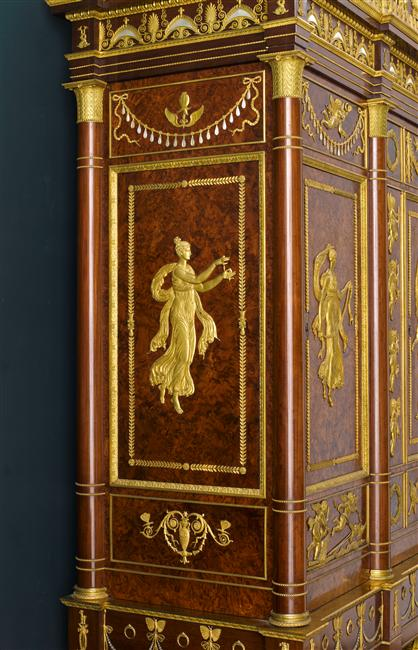
Большой шкаф императрицы Жозефины. 1809. Проект Ш. Персье. Лувр, Париж
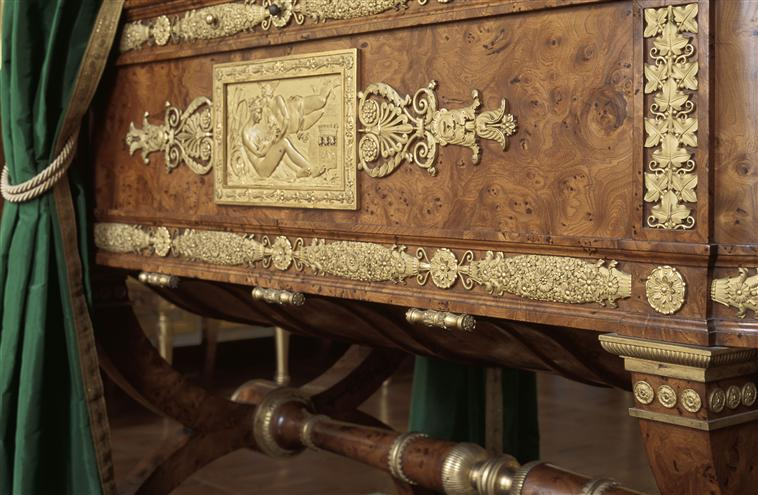
Колыбель «Короля Римского» (Наполеона II). 1811. Музей Наполеона, Фонтенбло
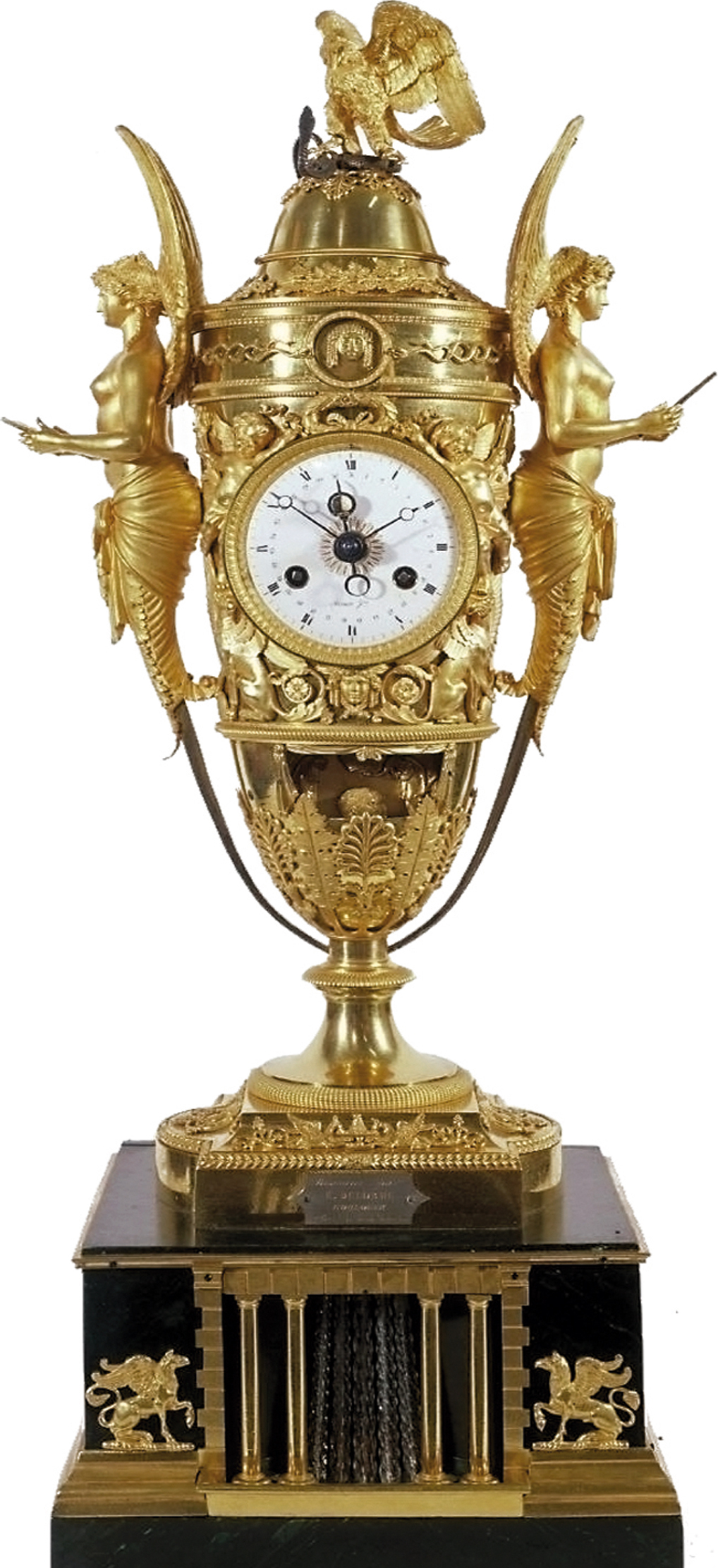
Часы-ваза из позолоченной бронзы. 1806. Утрехт, Музей часов
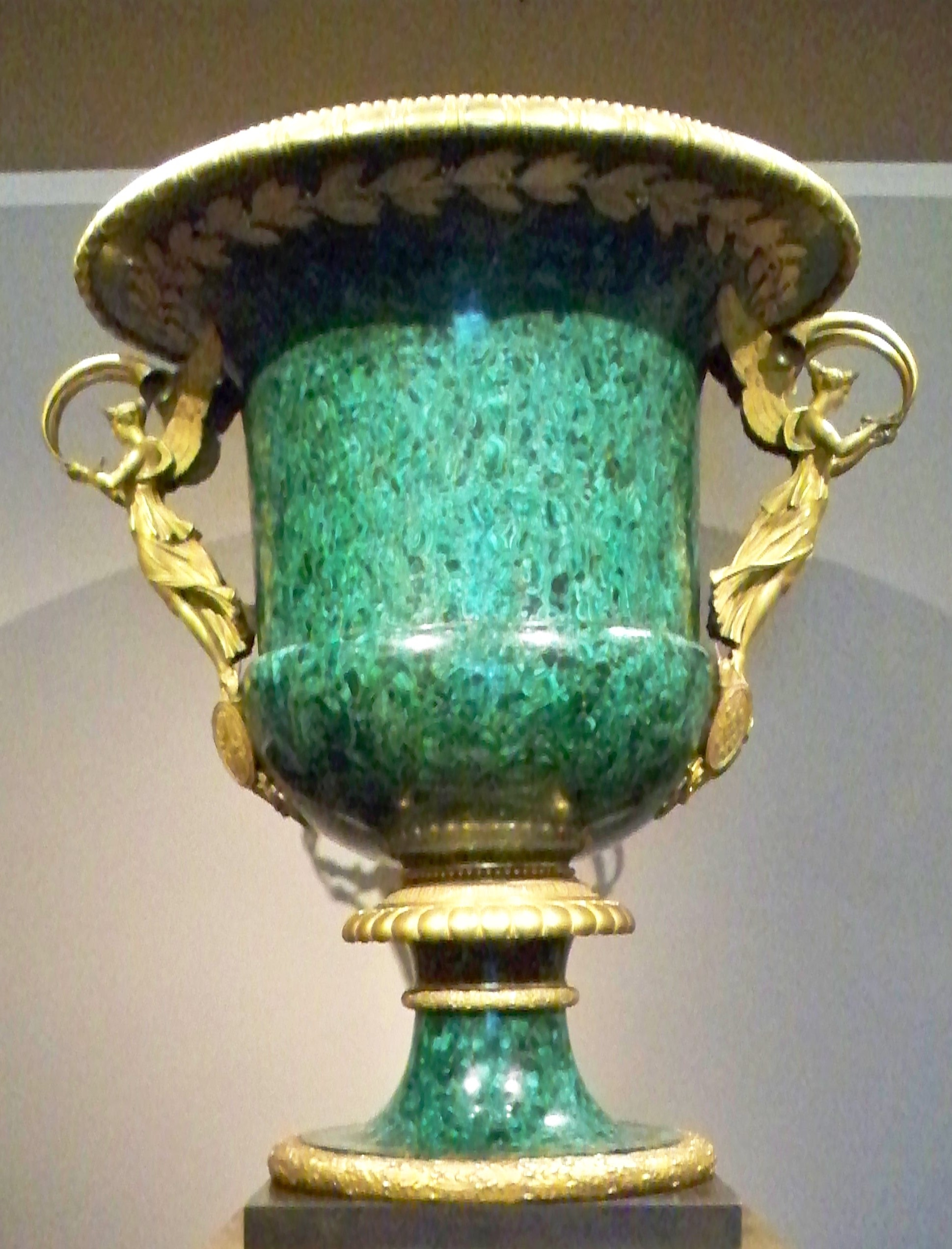
Ваза из коллекции Демидовых. 1819. Малахит, бронза. Метрополитен-музей, Нью-Йорк
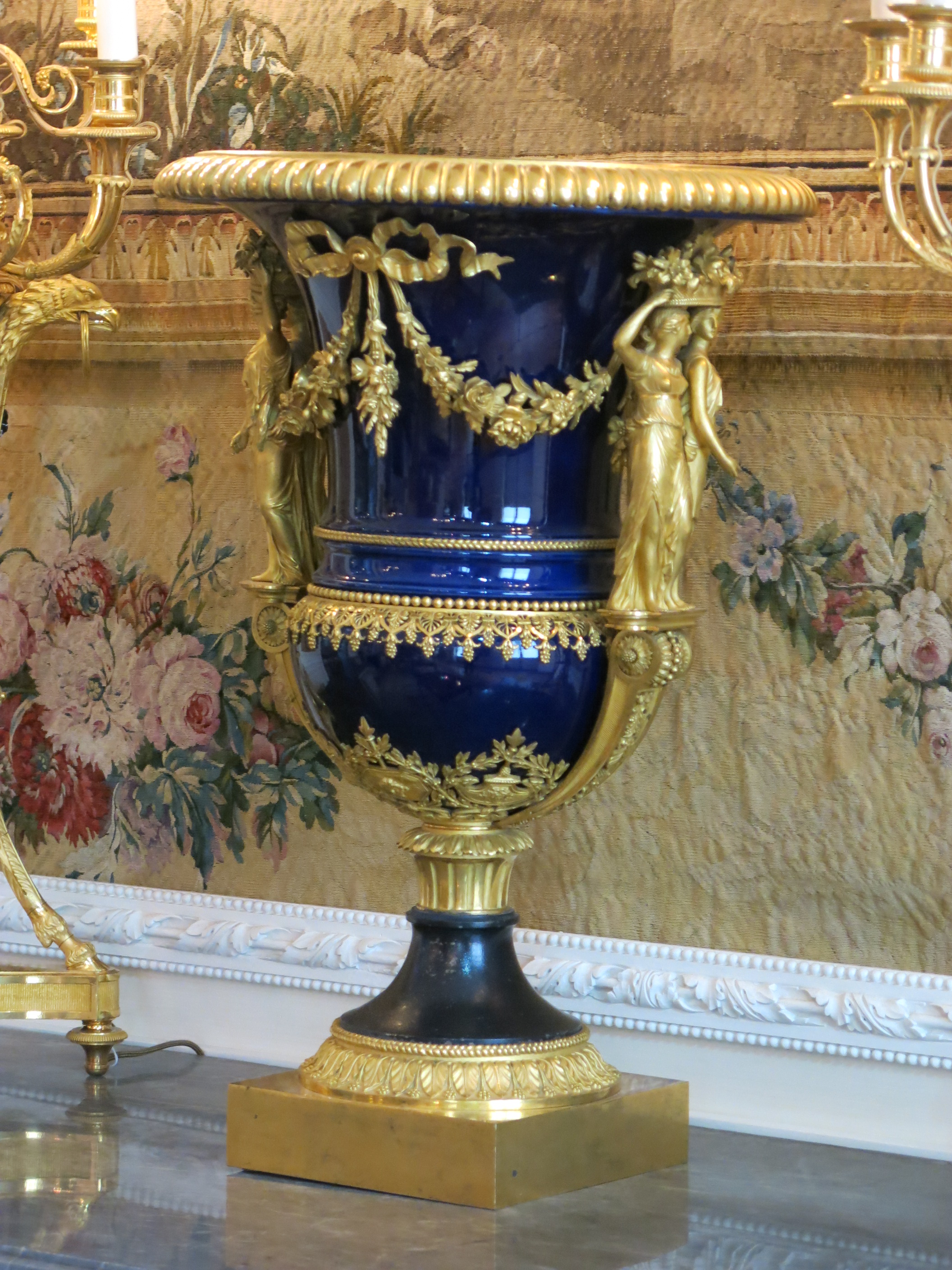
«Ваза Медичи». 1787. Фарфор, Броза. Севрская фарфоровая мануфактура. Лувр, Париж
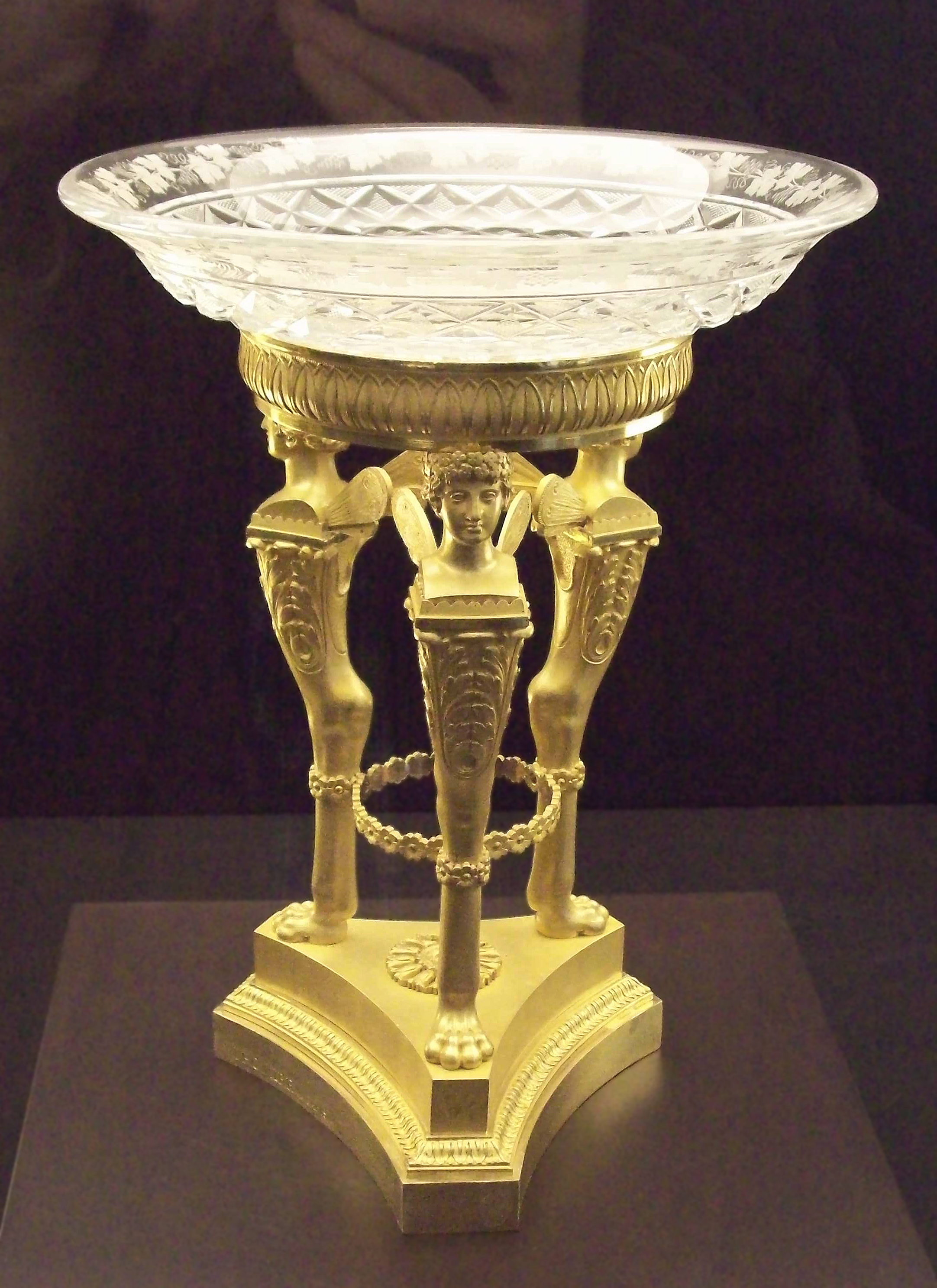
Ваза для фруктов. Хрусталь, бронза, золочение. Национальный археологический музей, Мадрид
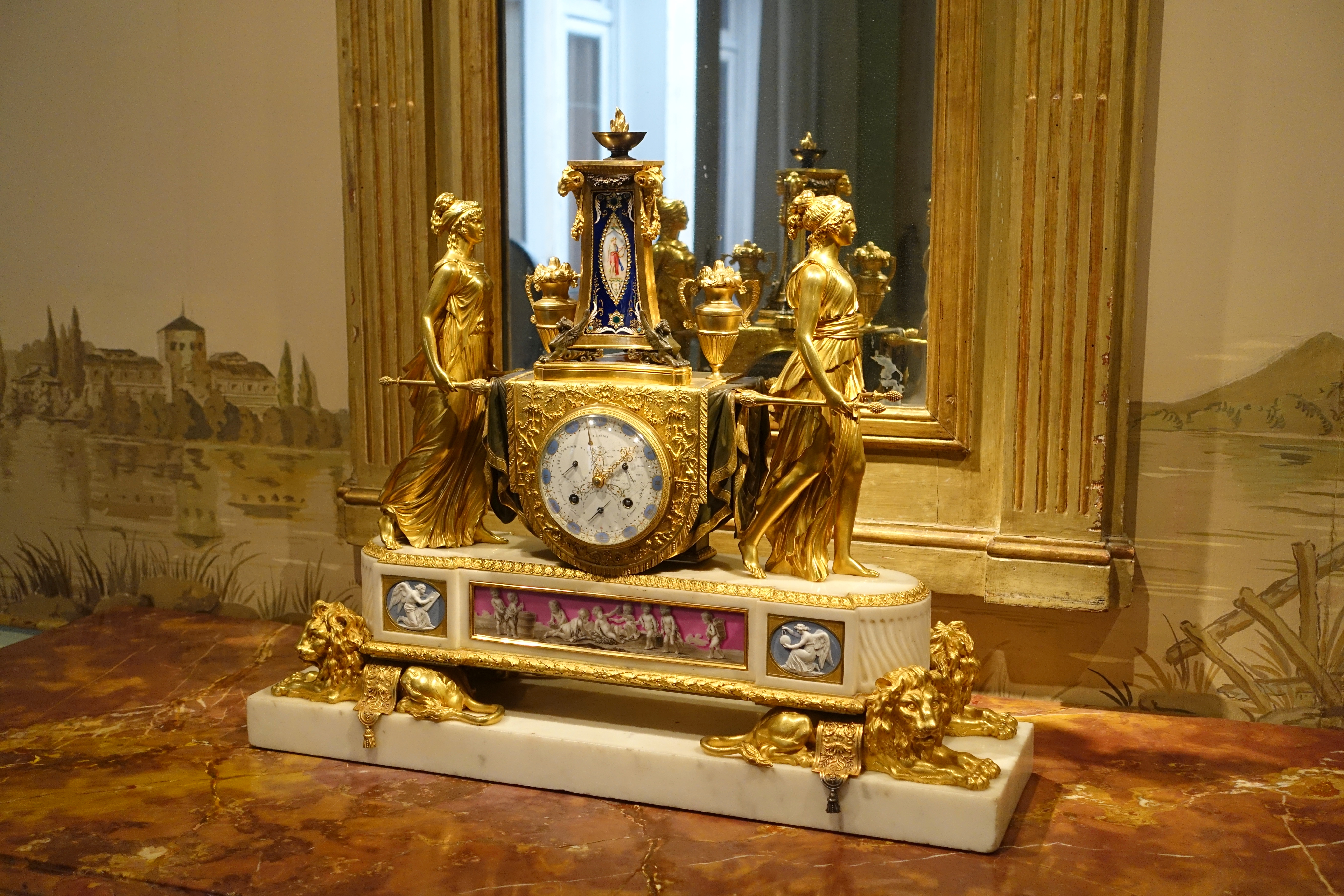
Настольные часы. 1775—1800 Севр. Национальный музей декоративных искусств, Мадрид
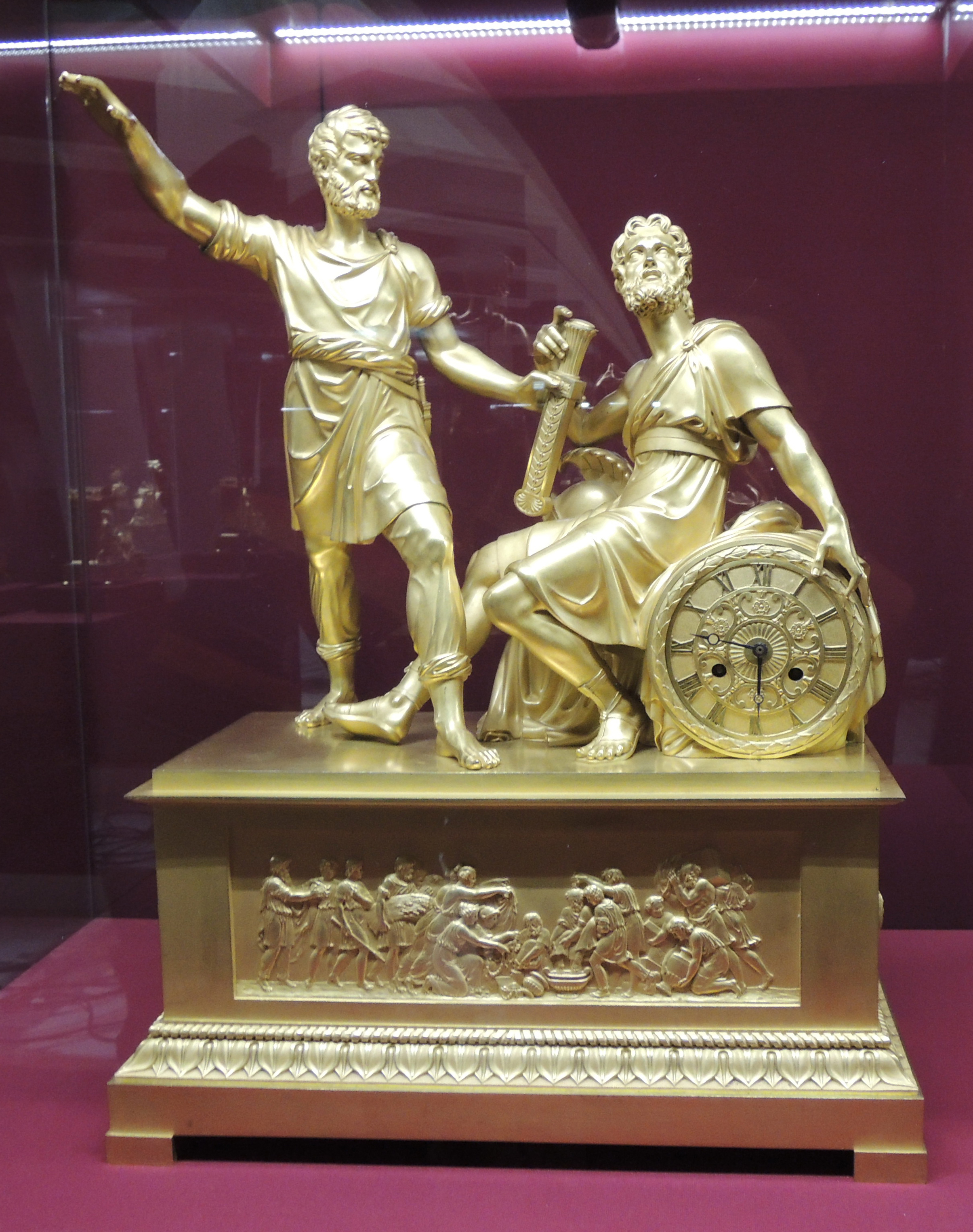
Каминные часы «Минин и Пожарский». 1820-е. Государственный исторический музей, Москва
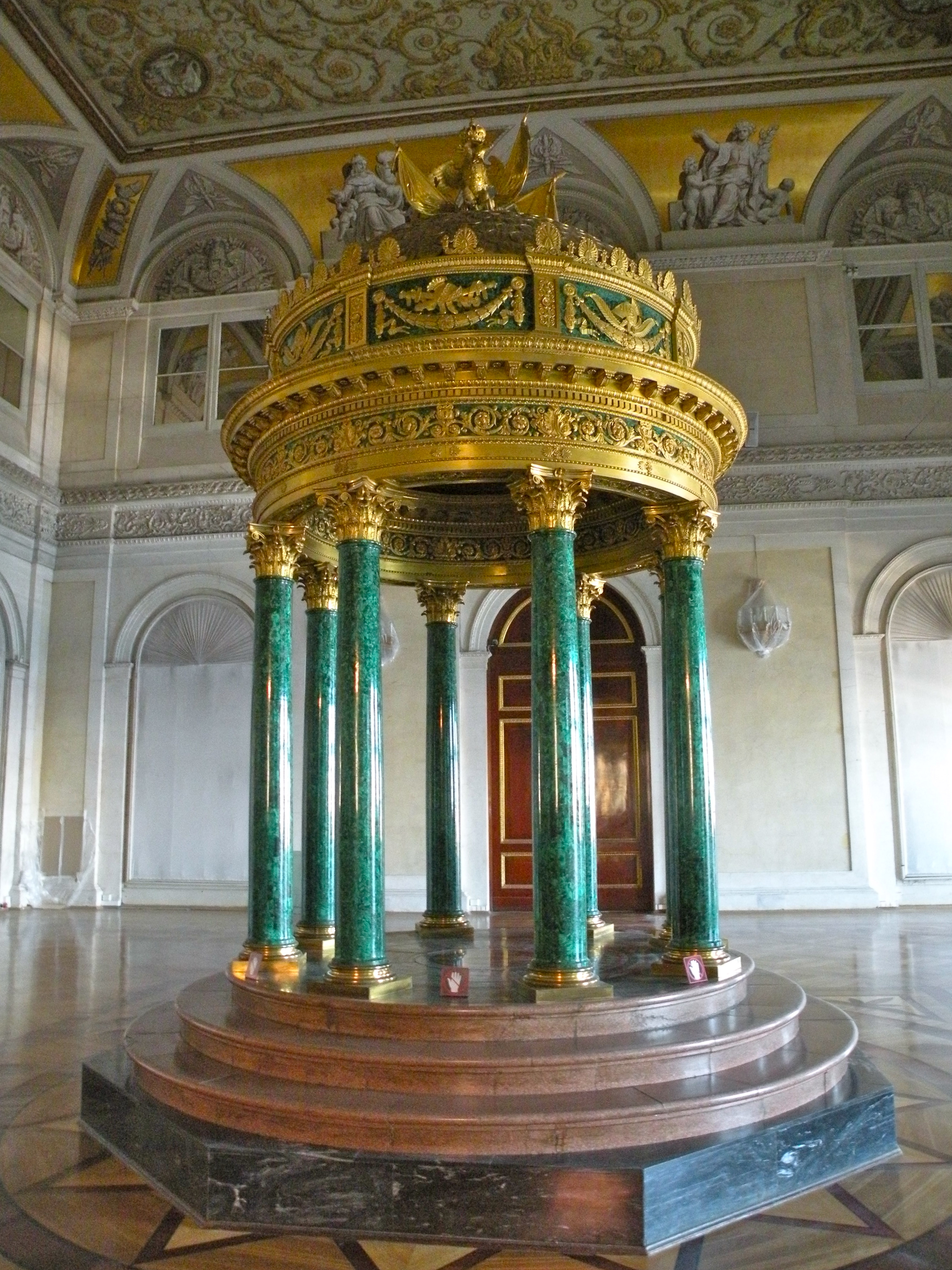
Храм-ротонда. 1836. Аванзал Зимнего дворца в Санкт-Петербурге
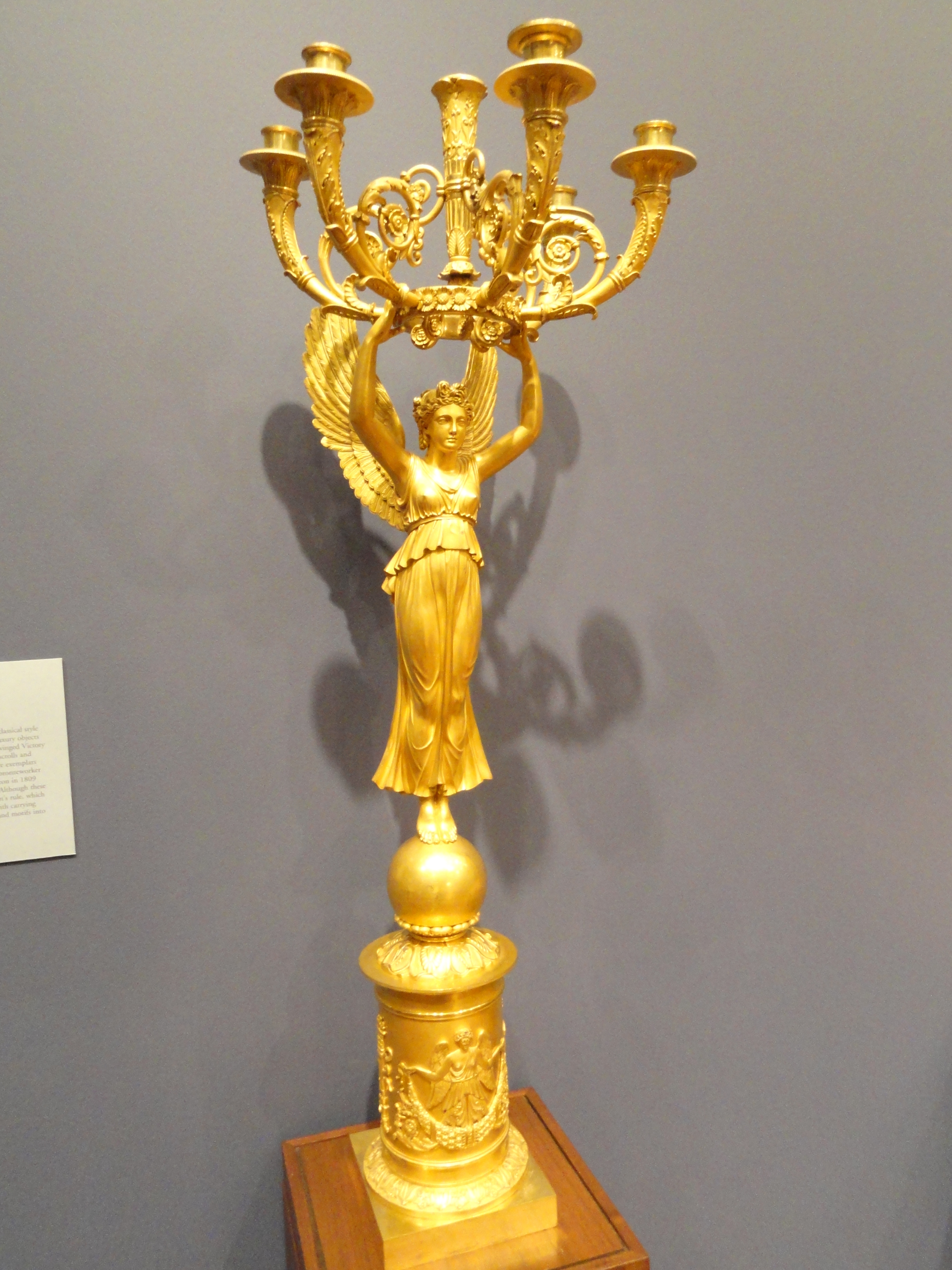
Канделябр. Ок. 1820. Художественный музей Нельсона-Аткинса, Канзас-Сити, Миссури, США